# Ударът (сериал)
Вижте пояснителната страница за други значения на Ударът.
„Ударът“ (на английски: Hustle) е британски телевизионен сериал, създаден от Тони Джордан. Сериалът разказва за група измамници, които специализират в „дълги измами“ (long cons). На 17 февруари 2012 година е излъчен последният епизод.

## Актьорски състав
| Актьор           | Роля           | Сезони                  | Брой участия |
| ---------------- | -------------- | ----------------------- | ------------ |
| Ейдриън Лестър   | Майкъл Стоун   | 1–3, 5–8                | 42           |
| Робърт Гленистър | Аш Морган      | 1–8                     | 48           |
| Мат Ди Анджело   | Шон Кенеди     | 5–8                     | 24           |
| Кели Адамс       | Ема Кенеди     | 5–8                     | 24           |
| Робърт Вон       | Албърт Стролер | 1–8                     | 47           |
| Роб Джарвис      | Еди            | 1–8                     | 46           |
| Джейми Мъри      | Стейси Монро   | 1–4, 8 (финален епизод) | 25           |
| Марк Уорън       | Дани Блу       | 1–4, 8 (финален епизод) | 25           |
| Ашли Уолтърс     | Били Бонд      | 4                       | 5            |

## „Ударът“ в България
В България сериалът е излъчван по Fox Crime. Дублажът е на Андарта Студио. Ролите се озвучават от артистите Христина Ибришимова, Симеон Владов, Здравко Методиев и Христо Узунов.